# Рядино
Рядино (рос. Рядино) — селище Німанського району, Калінінградської області Росії. Входить до складу Німанського міського поселення.
Населення —  14 осіб (2015 рік). 